# Система кондиционирования воздуха (авиация)
Система кондиционирования воздуха (СКВ) — одна из бортовых систем жизнеобеспечения. СКВ предназначена для поддержания давления и температуры воздуха в гермокабине летательного аппарата на уровне, обеспечивающую нормальную жизнедеятельность экипажа и пассажиров. Герметичность кабин обеспечивается их конструктивным исполнением, наличием уплотнений на дверях и люках, а также постоянным наддувом от СКВ.

## Задачи
С подъёмом на высоту более 3 км у человека появляются признаки кислородного голодания (хочется спать). На высотах более 9 км из жидкости организма возможно выделение пузырьков газа (аэроэмболизм). На высотах более 19 км наблюдается закипание подкожной жидкости. Температура воздуха на высоте более 11 км может достигать −60 °C. Для полёта на летательном аппарате в таких неблагоприятных для жизни условиях и потребовалось создать бортовые системы жизнеобеспечения.

## Принцип работы

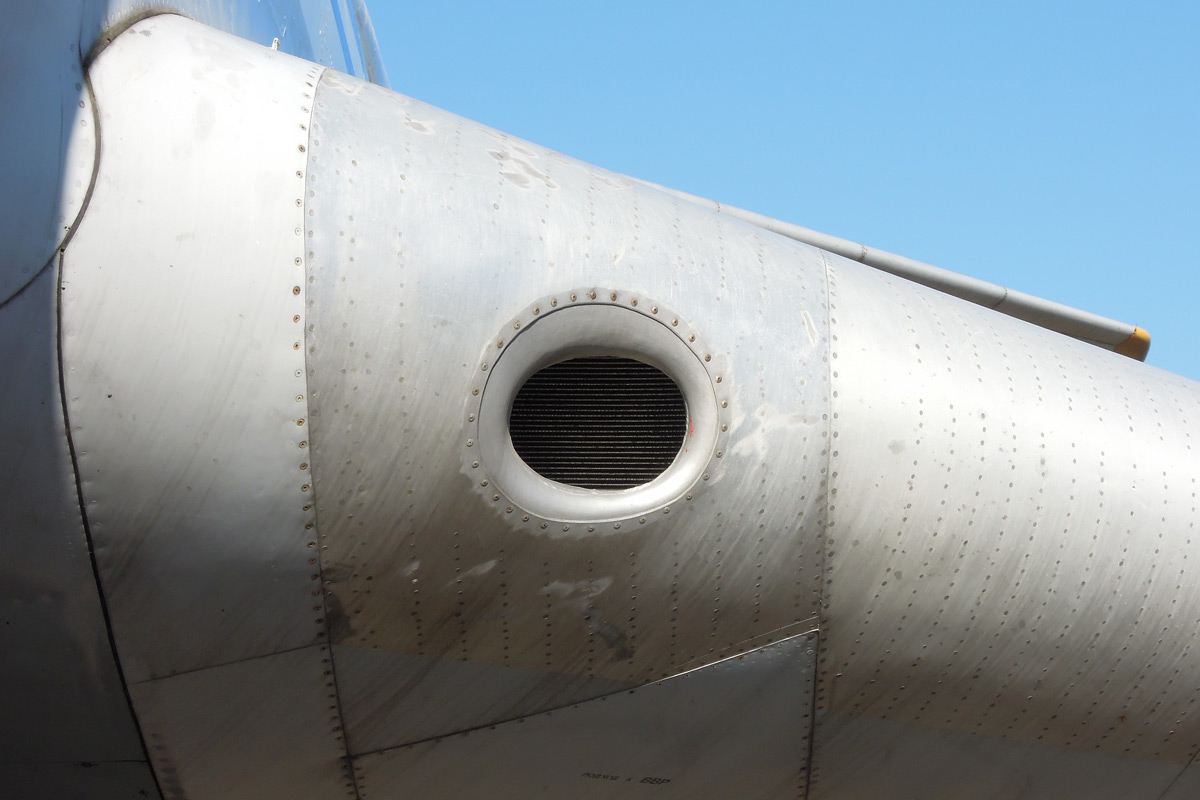
Воздухозаборник воздухо-воздушного радиатора (ВВР) в крыле Ту-154

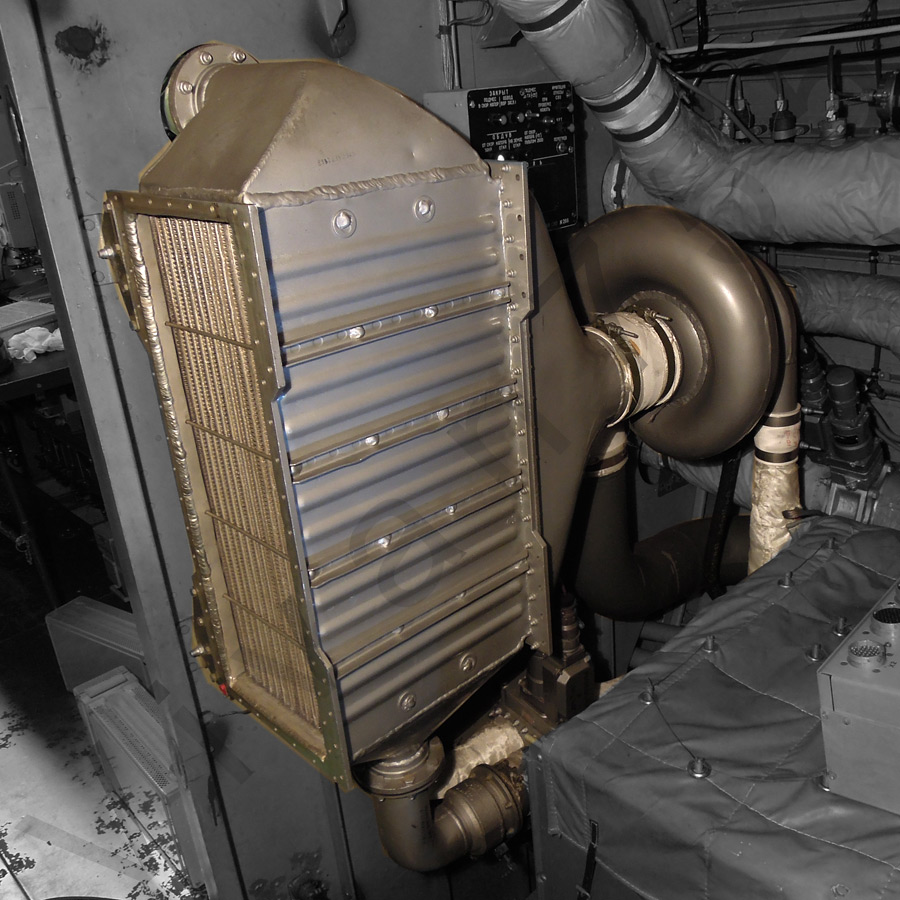
ВВР и турбохолодильник (ТХ) системы кондиционирования техотсека бомбардировщика Ту-95

Обычно система работает на воздухе, отбираемого от компрессоров работающих авиадвигателей, с температурой отбираемого воздуха до 500 градусов и давлением до 1,6 МПа. Воздух разделяется на два потока (линии). Один поток проходит систему интенсивного охлаждения и поступает в смеситель (холодная линия), второй поток поступает в смеситель напрямую (горячая линия). В смесителе оба потока дозированно смешиваются и затем подаются в гермокабину. Также горячий воздух на многих самолётах направляется в противообледенительную систему (ПОС) и проходит по трубам под обшивкой, обогревая её во избежание нарастания льда.
Для охлаждения воздуха применяют следующие типы теплообменников — воздухо-воздушные (ВВР) или топливно-воздушные радиаторы (ТВР) и турбохолодильники (ТХ). В сложных системах кондиционирования могут применяться несколько ступеней (каскадов) для охлаждения воздуха, и каждая — со своими автоматическими регуляторами температуры, например, на Ту-154 отобранный от двигателей воздух охлаждается в первичном ВВР, установленном в хвостовом техотсеке, и подаётся к ПОС и СКВ, а в СКВ имеются по два вторичных ВВР и ТХ (установленных в носках корневых частей крыльев, для продува ВВР в крыльях сделаны небольшие воздухозаборники), охлаждающих воздух до пригодной для дыхания температуры. Типовой автоматический регулятор температуры (АРТ) состоит из задатчика температуры в кабине, датчика температуры в трубопроводе, электронного блока автоматического управления и исполнительного электромеханизма — регулирующей заслонки в трубопроводе. Значительная часть регуляторов в СКВ могут не иметь задатчика в кабине и работают только в автоматическом режиме.
При подаче охлаждённого воздуха в кабину/салон самолёта из воздуховодов СКВ может образовываться туман, который постепенно исчезает с выходом системы на устойчивый режим работы. Для предотвращения (уменьшения) этого явления при проектировании предусматриваются специальные меры (контур отделения влаги и сброс конденсата в забортовое пространство из дренажных отверстий СКВ). 
Давление воздуха в гермокабинах регулируется по специальным программам, которые несколько различаются на пассажирских (транспортных) машинах, тяжёлых маломанёвренных и манёвренных военных самолётах. Характерной программой для тяжёлых самолётов будет зона свободной вентиляции от 0 до 2000 метров, зона постоянного абсолютного давления и зона постоянного избыточного давления относительно стандартной атмосферы. Для манёвренных самолётов с целью уменьшения скорости изменения давления в кабине при вертикальных манёврах на высотах в пределах 2—7 км в программу регулирования вводится зона переменного давления. Регулирование давления производится автоматом регулирования давления (АРД) путём строго дозированного сброса избыточного воздуха из гермокабины в забортное пространство. На военных самолётах данный автомат имеет два режима работы — нормальный и боевой. В боевом режиме давление в кабине будет уменьшено — это делается для предотвращения баротравм у экипажа при резкой разгерметизации на больших высотах в случае, например, попадания снарядов. Повреждения гермокабины пулемётно-пушечным огнём истребителей при полёте на больших высотах вызывали взрывную декомпрессию и гибель экипажей бомбардировщиков Второй Мировой войны.
Кондиционированный воздух может подаваться не только в гермокабины, но и в технические отсеки для продува разнообразного электронного оборудования с целью поддержания требуемого рабочего температурного режима блоков и агрегатов. На бомбардировщиках, способных нести свободнопадающие ядерные боеприпасы, СКВ обогревает весь негерметичный грузоотсек (бомболюк) самолёта, поддерживая положительную температуру (управляемые ракеты со спецБЧ не требуют внешнего обогрева, так как имеют конструктивную внутреннюю термостабилизацию). При наличии на борту летательного аппарата ВСУ воздух от компрессора ВСУ также отбирается в СКВ для наземного кондиционирования (обогрева или охлаждения) кабин и отсеков.
В аварийных случаях, для быстрого прекращения наддува кабины, например, при пожаре двигателя и поступлении дыма из воздуховодов в кабину, в СКВ предусматривают аварийные заслонки, практически мгновенно перекрывающие трубопроводы, или трёхходовые краны, которые в нормальном режиме плавно управляют заслонкой на открытие-закрытие, а в аварийном режиме электромотор работает в форсированном режиме только на закрытие. Также для аварийных случаев служит так называемая «вентиляция на малых высотах» или «вентиляция от скоростного напора», служащая для проветривания кабины при задымлении, для чего предварительно необходимо снизиться до высоты ниже 4000 метров, разгерметизировать кабину и включить вентиляцию.